# Problem (Lied)
Problem ist ein Lied der US-amerikanischen Sängerin Ariana Grande, das sie zusammen mit der australischen Rapperin Iggy Azalea aufgenommen hat. Es wurde am 28. April 2014 von Republic Records als erste Single aus Grandes zweitem Studioalbum My Everything veröffentlicht.

## Hintergrund und Veröffentlichung

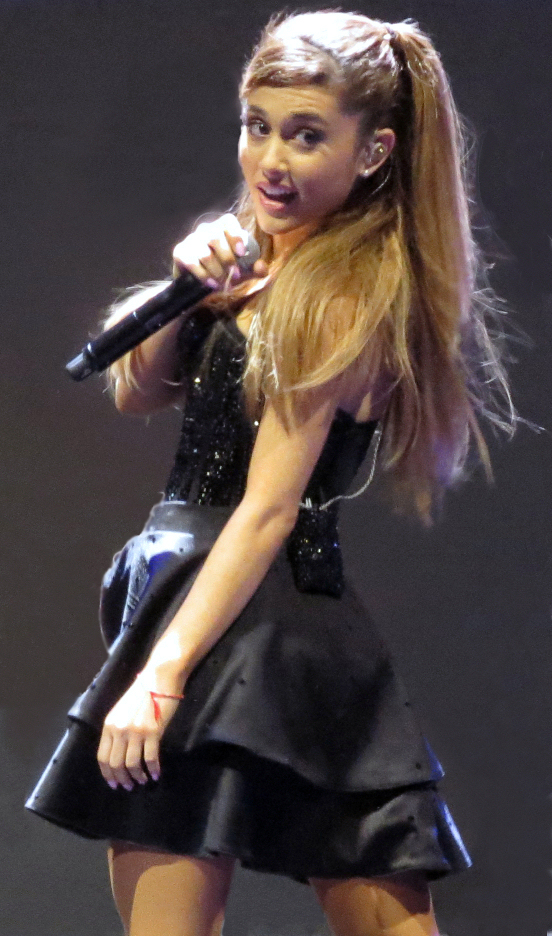
Ariana Grande (2013)

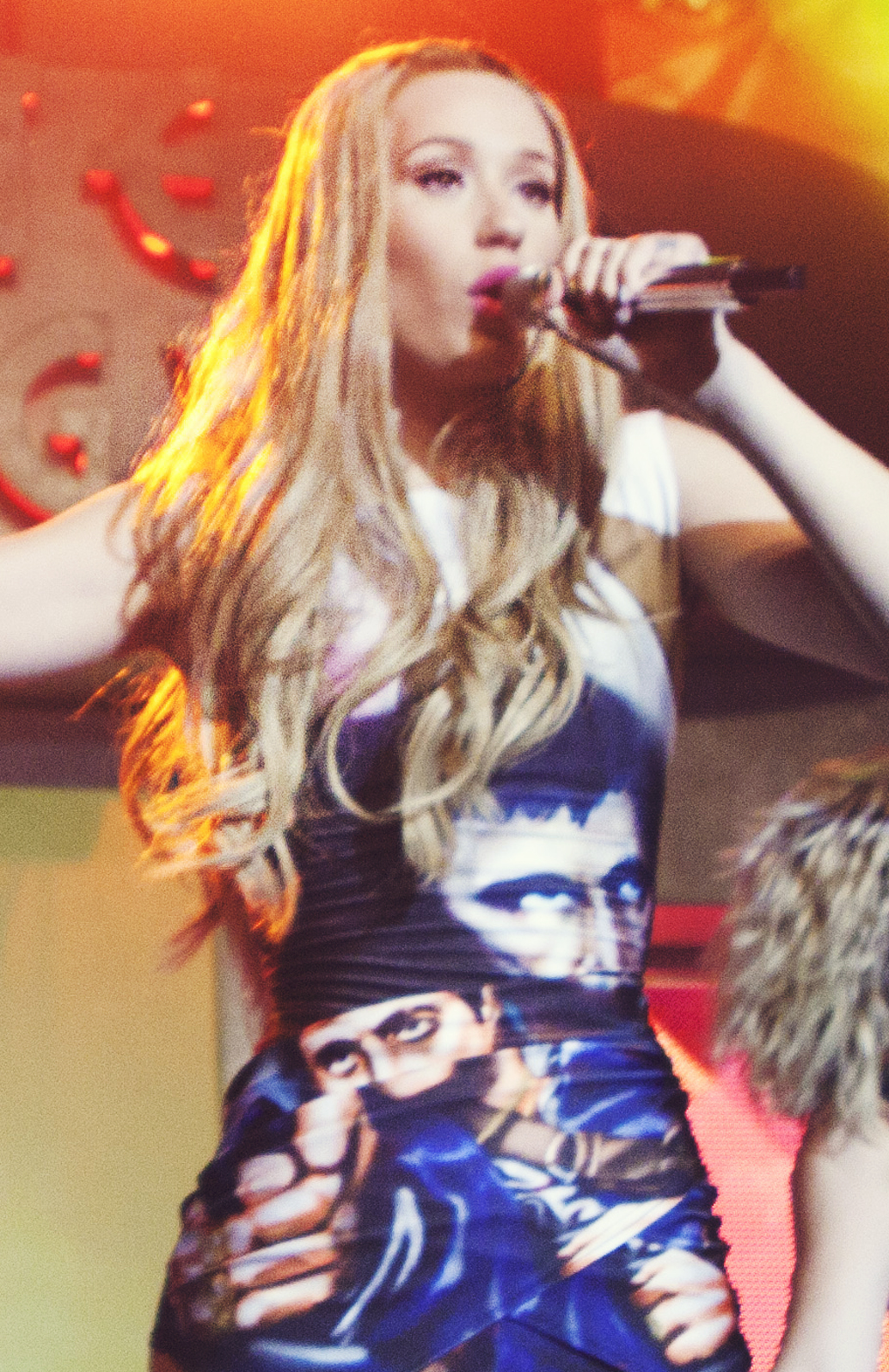
Iggy Azalea (2014)

Nachdem ihr im September 2013 veröffentlichtes Debütalbum Yours Truly positive Kritiken erhalten hatte, begann Grande 2014 mit der Arbeit an ihrem zweiten Album. Als vorab veröffentlichte Leadsingle wählte sie Problem aus. Sie startete im Internet einen Countdown, der die Tage bis zur Veröffentlichung des Songs angab, und erklärte, dass sie diesen zusammen mit Iggy Azalea singe. Außerdem wurde Big Sean, der auch bei Grandes Titel Right There zu hören ist, für die Aufnahme der Flüsterstimme engagiert. Der Song hatte am 27. April 2014 bei den Radio Disney Music Awards Premiere; es folgten weitere Auftritte auf der White Party und am 1. Mai 2014 bei den iHeartRadio Music Awards.

## Musik und Text
Problem ist ein Pop- und Dancelied mit Contemporary-R&B-Einflüssen. Der Text handelt von dem „Gefühl, in völliger Panik vor einer Wiederannäherung an eine Beziehung zu sein, die schiefgegangen ist - aber du willst es mehr als irgendetwas.“ Geschrieben wurde es von den beiden Interpretinnen Azalea und Grande sowie von den Autoren Savan Kotecha, Max Martin und Ilya Salmanzadeh.

## Musikvideos
Grande nahm am 10. April 2014 ein Lyric-Video zum Lied auf. Jones Crow wurde als Regisseur des Videos verpflichtet, das am 13. April 2014 fertiggestellt wurde. Sowohl Grande als auch Azalea sind in dem schwarz-weiß gehaltenen Video zu sehen. Premiere war am 30. April 2014 auf Vevo.
Das offizielle Musikvideo zu Problem wurde am 29. April 2014 gedreht. Regie führte Nev Todorovic, der bereits zuvor für Grandes Videos Right There und Almost Is Never Enough engagiert wurde. Veröffentlicht wurde es am 30. Mai 2014. Neben Grande und Azalea ist in diesem Video auch Big Sean zu sehen.

## Kritiken
Das Lied erhielt positive Kritiken: Mike Wass von Idolator beschrieb es als „eine alte Mischung aus '90er Pop und aktuellen Urban-Trends (der trapartige Breakdown und die Saxophon-Hookline à la Jason Derulos ‚Talk Dirty‘), aber man kann nicht verleugnen, dass es einprägsam ist.“ Entertainment Weekly nannte das Stück eine „dramatische Neuerfindung“ und schrieb: „Die Idee, dass Grande mit dem bösen Mädchen du jour Iggy Azalea zusammengearbeitet hat, regte alle Arten von Spekulationen an, und das Ergebnis ist mehr oder weniger das, was jeder erwartet hat: Grandes beneidenswerte Stimme ist immer noch das Kernstück, aber sie bietet auch einen Loop mit viel Saxophon, sexy Flüstergeräusche und Azaleas sehr schnellem Verse als Anspielung auf Jay Z.“ Die Music Times meinte, dass „der mit Saxophon gefüllte Track das Muster von Grandes Debütalbum Yours Truly von 2013 durch starken Einfluss der R&B-Szene der ’90er fortführe. Dieses Mal kommt ‚Problem‘ […] mit einem vom Jazz beeinflussten Riff. Eine überwältigende (aber willkommene) Dosis von Saxophon bestimme den Song, bis der etwas modernere Beat des Schlagzeugs dazukommt.“ Pitchfork Media bezeichnete die Single als „besten neuen Track“, der „alle Markenzeichen eines zukünftigen Erfolgs hervorbringt, als wenn die Zukunft nicht sogar genau jetzt wäre.“

## Kommerzieller Erfolg

### Chartplatzierungen
Aufgrund von Vorbestellungen im iTunes Store erreichte der Song noch vor seiner Veröffentlichung die Top 10 der iTunes Singlecharts. Bereits wenige Stunden nach seiner Veröffentlichung lag er dort auf Platz eins. Am 23. Mai 2014 erhielt er in den USA Platin. Am 17. Mai 2014 debütierte Problem auf Platz drei der Canadian Hot 100 und wurde somit zu ihrem ersten Top-10-Hit in diesem Land.
| ChartsChartplatzierungen       | Höchstplatzierung | Wochen |
| ------------------------------ | ----------------- | ------ |
| Australien (ARIA)              | 2 (22 Wo.)        | 22     |
| Deutschland (GfK)              | 19 (37 Wo.)       | 37     |
| Neuseeland (RMNZ)              | 1 (21 Wo.)        | 21     |
| Österreich (Ö3)                | 16 (32 Wo.)       | 32     |
| Schweiz (IFPI)                 | 8 (31 Wo.)        | 31     |
| Vereinigte Staaten (Billboard) | 2 (25 Wo.)        | 25     |
| Vereinigtes Königreich (OCC)   | 1 (29 Wo.)        | 29     |

| ChartsJahrescharts (2014)      | Platzierung |
| ------------------------------ | ----------- |
| Australien (ARIA)              | 18          |
| Deutschland (GfK)              | 65          |
| Neuseeland (RMNZ)              | 22          |
| Österreich (Ö3)                | 59          |
| Schweiz (IFPI)                 | 47          |
| Vereinigte Staaten (Billboard) | 9           |
| Vereinigtes Königreich (OCC)   | 23          |

### Auszeichnungen für Musikverkäufe
Problem wurde weltweit bisher mit 4× Gold, 33× Platin und 2× Diamant ausgezeichnet. Damit wurde die Single laut Auszeichnungen mehr als 9,6 Millionen Mal weltweit verkauft. Laut Marktbericht der IFPI verkaufte sich Problem allein bis 2015 über 9,1 Millionen Mal.
| Land/Region                  | Auszeichnungen für Musikverkäufe (Land/Region, Auszeichnung, Verkäufe) | Verkäufe   |
| ---------------------------- | ---------------------------------------------------------------------- | ---------- |
| Australien (ARIA)            | 6× Platin                                                              | 420.000    |
| Brasilien (PMB)              | 2× Diamant                                                             | 500.000    |
| Deutschland (BVMI)           | Platin                                                                 | 300.000    |
| Frankreich (SNEP)            | —                                                                      | 36.600     |
| Italien (FIMI)               | 2× Platin                                                              | 60.000     |
| Japan (RIAJ)                 | Platin                                                                 | 250.000    |
| Kanada (MC)                  | 4× Platin                                                              | 320.000    |
| Mexiko (AMPROFON)            | Gold                                                                   | 30.000     |
| Neuseeland (RMNZ)            | 2× Platin                                                              | 30.000     |
| Niederlande (NVPI)           | 2× Platin                                                              | 60.000     |
| Norwegen (IFPI)              | 4× Platin                                                              | 240.000    |
| Österreich (IFPI)            | Gold                                                                   | 15.000     |
| Portugal (AFP)               | Gold                                                                   | 5.000      |
| Schweden (IFPI)              | 3× Platin                                                              | 120.000    |
| Schweiz (IFPI)               | Gold                                                                   | 15.000     |
| Spanien (Promusicae)         | Platin                                                                 | 40.000     |
| Vereinigte Staaten (RIAA)    | 8× Platin                                                              | 8.000.000  |
| Vereinigtes Königreich (BPI) | 2× Platin                                                              | 1.200.000  |
| Insgesamt                    | 4× Gold · 36× Platin · 2× Diamant ·                                    | 11.641.600 |

| Land/Region     | Auszeichnungen für Musikverkäufe (Land/Region, Auszeichnung, Verkäufe) | Verkäufe  |
| --------------- | ---------------------------------------------------------------------- | --------- |
| Dänemark (IFPI) | 2× Platin                                                              | 5.200.000 |
| Insgesamt       | 2× Platin ·                                                            | 5.200.000 |